# Guo Ye
Guo Ye est le fils de Guo Jia. Lorsque son père mourut en l’an 207, Cao Cao prit les arrangements pour que Guo Ye soit élevé dans sa famille. Guo Ye fut un lettré paradoxal qui devint réputé autant pour son grand mépris du peuple que pour son acclamation.